# Хорнзор (Цивильский район)
Хорнзо́р (чув. Хурӑнсар) — деревня в Цивильском районе Чувашской Республики. Входит в состав Богатырёвского сельского поселения.

## География
Находится в северной части Чувашии на расстоянии приблизительно 11 км на запад по прямой от районного центра города Цивильск.

## История
Известна с 1795 года как деревня с 19 дворами. В 1858 году было учтено 260 жителей, 1897—327, в 1926 — 72 двора, 308 жителей, 1939—345 жителей, 1979—186. В 2002 году было 49 дворов, 2010 — 39 домохозяйств. В период коллективизации был образован колхоз «13 лет Октября», в 2010 году действовало ООО "Агрофирма «Кибекси».

## Население
Постоянное население составляло 138 человек (чуваши 99 %) в 2002 году, 106 в 2010.